# عبدالرحمن جمعه العلاوی
عبدالرحمن جمعه العلاوی (عربی: بدر جمعة سبيت العلوي؛ زادهٔ ۶ دسامبر ۱۹۸۱) بازیکن فوتبال اهل عمان بود.
از باشگاه‌هایی که در آن بازی کرده‌است می‌توان به باشگاه فوتبال ظفار اشاره کرد.
وی همچنین در تیم ملی فوتبال عمان بازی کرده‌است.